# Іваницький В'ячеслав Едуардович
В'ячесла́в Едуа́рдович Івани́цький (нар. 15 листопада 1944, Червоноволодимирівка Новоодеського району Миколаївської області – пом. 2 липня 2022, Миколаїв) — український художник, дизайнер, майстер декоративно-прикладного мистецтва, «Заслужений діяч мистецтв України». Член Національної Спілки художників України з 1984 року.

## Біографія
Народився 15 листопада 1944 року у селі Червоноволодимирівка Новоодеського району Миколаївської області. 1963 року закінчив Миколаївський технікум залізничного транспорту, але хист до малювання та пошуки свого життєвого і творчого шляху привели його до Харківського художньо-промислового інституту на факультет художнього конструювання за спеціальністю «Художник-дизайнер», який закінчив 1973 року. Педагоги з фаху: професор С. Ф. Бесєдін, доцент С. Н. Бережний.  
Протягом 1973 — 1977 років В'ячеслав Іваницький працював на заводах «Кристал» і Мастильних систем дизайнером, начальником бюро технічної естетики. З 1977 року — у Миколаївському художньо-виробничому комбінаті Художнього фонду України художником творчої кваліфікації, потім головним художником комбінату. 1980 — 1987 роки — учасник експериментальної студії при спілці художників СРСР у Москві, де створювалися великі форми дизайну: реконструкція Музею революції, культурний центр «Космос», монументально-декоративне оформлення міст Єревана, Риги, Миколаєва.
В'ячеслав Едуардович заснував дизайнерську фірму «Гобелен». У ній працюють і його сини Андрій і Федір, художники.
Помер 2 липня 2022 року.

## Творчість
В'ячеслав Іваницький працює в різних галузях образотворчого мистецтва: монументально-декоративне (гобелени, розписи, чеканка, кування); малі форми (пам'ятні та в'їзні знаки); плакати і декорувальне мистецтво. Розробив і впровадив ряд важливих проектів: комплексне художнє оформлення громадських будівель Південно-Української АЕС, палаців культури і одружень, промислових виставок, музеїв Миколаєва і України; екстер'єрів та інтер'єрів Миколаївського академічного українського театру драми та музичної комедії, художньо-планувальне рішення музейного містечка в Миколаєві, експозиції пам'яті афганцям тощо. Із 1978 року у співавторстві з дружиною Лідією Іванівною виткано в техніці ручного ткацтва понад 500 кв.м. гобеленів.

## Виставки
Учасник республіканських і обласних виставок у 1978 р., 1979 р., 1980 р., 1981 р., 1982 р., 1984 р., 2004 р.

## Нагороди
- «Заслужений діяч мистецтв України» (2004),
- Почесна відзнака за багаторічну і плідну працю (2001),
- Знак пошани київського міського голови (2004),
- Почесне звання «Городянин року — 2004» в номінації «Культура»,
- Почесна грамота Кабінету Міністрів України.